# Toomas Hendrik Ilves
Toomas Hendrik Ilves (Stockholm, Svédország, 1953. december 26. –) észt pszichológus, újságíró, diplomata, politikus. A Szovjetunió felbomlása előtt külföldön élt. 1993 és 1996 között Észtország washingtoni nagykövete. 1996 és 1998, valamint 1999 és 2002 között külügyminiszter. 2006-ban Észtország elnökévé választották, tisztségében 2011-ben megerősítették. Hivatali idejének lejárta után a Stanford Egyetem vendégoktatója, ahol viselkedéskutatással foglalkozik.

## Életpályája
Emigráns szülők gyermekeként született Stockholmban, később az Amerikai Egyesült Államokba költöztek. Középiskoláját a New Jersey állambeli Leoniában végezte. Ezt követően a Columbia Egyetemen tanult pszichológiát és szerzett BA-diplomát 1976-ban, majd MA-diplomát a Pennsylvaniai Egyetemen 1978-ban. Már egyetemi hallgatói időszakában (1974-től) a Columbia Egyetem pszichológiai tanszékének kutatója volt, majd 1979-ben az englewoodi Open Education Center igazgatóhelyettese lett. 1981-ben Ilves Kanadába költözött, a vancouveri művészeti központ (Vancouver Arts Center) igazgatójává nevezték ki. 1983-ban a Simon Fraser Egyetemen tanított észt nyelvet és nyelvészetet. 1984-ben Münchenbe költözött, a Szabad Európa Rádió szerkesztőjeként kezdett el dolgozni, majd 1988-ban a rádió észt szolgálatának vezetője lett.
1993-ban diplomáciai szolgálatba lépett: kinevezték a két évvel korábban függetlenné vált Észtország washingtoni nagykövetévé, emellett Kanadába és Mexikóba is akkreditálták. Három évvel később Tiit Vähi kormányának külügyminisztere lett, tisztségét megtartotta Mart Siimann miniszterelnöksége alatt is. Pozíciójáról 1998 szeptemberében mondott le, amikor aktív szerepet kezdett el vállalni az Észt Parasztpártban, a későbbi Észt Néppártban, amelynek 1999-ig elnöke volt. Ekkor pártja egyesült a Mérsékelt Párttal. Az így megalakult Néppárt – A mérsékeltek (Rahvaerakond Mõõdukad) megválasztotta elnökének. 2004-ben a párt átalakult és felvette a Szociáldemokrata Párt (Sotsiaaldemokraatlik Erakond) nevet. Közben 1999-ben Mart Laar alakuló kormányában ismételten külügyminiszterré nevezték ki, tisztségét 2002-ig viselte. 2003-ban Észtország egyik európai parlamenti megfigyelője lett, majd 2004-ben pártja listavezetője volt az ország történetének első európai parlamenti választásán, ahol mandátumot szerzett.
2006-ban a Szociáldemokrata Párt, a liberális Reformpárt és a konzervatív Pro Patria Ilvest jelölte köztársasági elnöknek a választás második körére (az első körben Ene Ergma volt a jelölt, de nem szerzett többséget). Az észt elnökválasztás első három körében a parlament (Riigikogu) szavaz. Itt nem szerezte meg a szükséges kétharmados többséget. A választás során több párt bojkottálta a szavazást abban a reményben, hogy a hivatalban lévő elnököt, Arnold Rüütelt válasszák meg a negyedik kört végző külön testületben, a 345 tagból álló elektori kollégiumban (Valimiskogu). A negyedik fordulót 2006. szeptember 23-án tartották, ahol Ilves 174, Rüütel 162 szavazatot kapott, így Ilvest választották meg köztársasági elnöknek. Hivatalát október 9-én vette át.
2011. augusztus 29-én már az első fordulóban újraválasztották köztársasági elnöknek, 73 szavazatot szerezve a 101 fős parlamentben. Ellenfele a zöld európai parlamenti képviselő, Indrek Tarand volt. Ezzel Ilves lett az első személy, akit egy elnökválasztás első fordulójában megválasztottak. Mandátuma 2016-ig október 9-ig szólt.
Hivatali idejének lejárta óta a Stanford Egyetemen vendégoktatóként dolgozik.

## Családja
Ilves háromszor házasodott. Első felesége Merry Bullock amerikai pszichológus volt. Házasságukból egy fiú- és egy leánygyermek született. 2004-ben vette feleségül Evelin Int észt üzletasszonyt, akitől egy lánya született, tőle 2015-ben vált el. Harmadik házasságát a lett Ieva Kupčéval kötötte 2016 januárjában. Testvére Andres Ilves, a BBC perzsa és pastu szolgálatának egykori vezetője.
A nyilvánosságban közismert arról, hogy szinte kizárólag csokornyakkendőt visel, ezt a szokását a különböző kampányokban is felhasználta.

## Publikációi
- Eesti jõudmine. Kõned ja kirjutised aastaist 1986–2006 (beszédek és publicisztikák, 2006)
- Atvērtā pasaule un nacionālās vērtības: runas, raksti, viedokļi (2010)
- Omalla äänellä (2011)
- Suurem Eesti. Valik presidendikõnesid ja – kirjutisi 2006-2011 (beszédek és esszék, 2011)
- Omal häälel (2012)

### Magyarul
- A nagy európai fal?; BDF Uralisztikai Tanszék, Szombathely, 2007 (Heuréka)